# Кадиски залив
 Тази статия е за залива на Атлантическия океан.  За административната единица вижте Кадиски залив (комарка).  
Кадиският залив (на испански: Golfo de Cádiz) е залив на Атлантическия океан, край югозападния бряг на Пиренейския полуостров, миещ бреговете на Испания и Португалия. Вдава се в сушата на 90 km, ширина на входа (между остров Леон на югоизток и нос Санта Мария на северозапад) 160 km, дълбочина до 100 m. Дължина на бреговата линия около 200 km, като бреговете му са предимно ниски, слабо разчленени, пясъчни, на места силно заблатени, в резултат на неотдавнашно геоложко потъване. Приливите са полуденонощни с височина до 3 m. в него се вливат реките Гуадалкивир и Гуадиана. Главни пристанища са Кадис, Санлукар де Барамеда и Уелва в Испания, Вила Реал ди Санто Антонио в Португалия.